# Hennes alibi
Hennes alibi är en amerikansk romantisk komedifilm från 1989 i regi av Bruce Beresford.

## Rollista (i urval)
- Tom Selleck - Philip Blackwood
- Paulina Porizkova - Nina